# Dreispringerspiel
|   | a | b | c | d | e | f | g | h |   |
| 8 |   |   |   |   |   |   |   |   | 8 |
| 7 |   |   |   |   |   |   |   |   | 7 |
| 6 |   |   |   |   |   |   |   |   | 6 |
| 5 |   |   |   |   |   |   |   |   | 5 |
| 4 |   |   |   |   |   |   |   |   | 4 |
| 3 |   |   |   |   |   |   |   |   | 3 |
| 2 |   |   |   |   |   |   |   |   | 2 |
| 1 |   |   |   |   |   |   |   |   | 1 |
|   | a | b | c | d | e | f | g | h |   |

Dreispringerspiel
Bei dem Dreispringerspiel handelt es sich um eine Eröffnung des Schachspiels. Sie zählt zu den Offenen Spielen und entwickelt sich häufig aus dem Königsspringerspiel.
Die Grundstellung des Dreispringerspiels wird oft mit den folgenden Zügen erreicht:
1. e2–e4 e7–e5

2. Sg1–f3 Sb8–c6

3. Sb1–c3
Sie kann sich aber auch durch Zugumstellung aus der Wiener Partie ergeben. In der heutigen Turnierpraxis ist das Dreispringerspiel eher selten anzutreffen, seine Blütezeit erlebte es im 19. Jahrhundert.
Zu den Hauptvarianten des Dreispringerspiels zählen:
- 3. … g7–g6 (nach 4. d2–d4 e5xd4 5. Sf3xd4 Lf8–g7 6. Sd4xc6 b7xc6 mit verteilten Chancen)
- 3. … Lf8–c5?! wird mit dem Scheinopfer 4. Sf3xe5 beantwortet, denn nach Sc6xe5 gewinnt man mit der Bauerngabel 5. d2–d4 die geopferte Figur zurück. 4. … Lc5xf2+ nimmt Weiß zwar das Rochaderecht, aber 5. Ke1xf2 Sc6xe5 6. d2–d4 gibt ihm das Übergewicht im Zentrum.
- 3. … Lf8–b4 vermeidet das Scheinopfer, lädt jedoch zu 4. Sc3–d5 ein.
- 3. … Sg8–f6 (mit Übergang in das Vierspringerspiel)